# Charidiplosis
Charidiplosis är ett släkte av tvåvingar. Charidiplosis ingår i familjen gallmyggor.
Kladogram enligt Catalogue of Life:
| Charidiplosis | \| \| Charidiplosis clavijica \| \| \| \| \| \| Charidiplosis concinna \| \| \| \| \| \| Charidiplosis graminicola \| \| \| \| \| \| Charidiplosis triangularis \| \| \| \| |
|               | \| \| Charidiplosis clavijica \| \| \| \| \| \| Charidiplosis concinna \| \| \| \| \| \| Charidiplosis graminicola \| \| \| \| \| \| Charidiplosis triangularis \| \| \| \| |
|               | Charidiplosis clavijica |
|               | |
|               | Charidiplosis concinna |
|               | |
|               | Charidiplosis graminicola |
|               | |
|               | Charidiplosis triangularis |
|               | |